# Johann Ferdinand Jansen
Johann Ferdinand Jansen (* 1758 in Weisweiler; † 6. Januar 1834 in Aachen) war ein deutscher Maler und Heimatdichter. Seine Tätigkeit umfasste die Historien- und Landschaftsmalerei.

## Leben
Der Sohn des Malers Heinrich Jansen besuchte zunächst die Grundschule in Weisweiler bei Düren. Wenige Jahre später zog die Familie nach Aachen, wo er das Kaiser-Karls-Gymnasiums besuchte. Geprägt durch seinen Vater und die Freundschaft zu Heinrich Franz Carl Billotte wurde auch bei Ferdinand die Malerei zum Beruf. Nach damaligem Brauch dekorierte Jansen ganze Zimmer mit Landschaften. Um 1782/83 heiratete er die Aachenerin Theresia Pickenkamp († um 1807/8).
Neben seiner Malerei beschäftigte sich Jansen zunehmend mit dem Aachener Dialekt (dem Öcher Platt) und setzte diesen in die Schrift um. Da er kein gebürtiger Aachener war, sind seine literarischen Werke für mundartliche Forschungen und der Komparatistik unbrauchbar. Außerdem war er über viele Jahre ehrenamtlicher Kirchenmeister an der St.-Nikolaus-Kirche in Aachen.
Seine Gouachemalerei Prospect d’Aix la Chapelle, du Côté de Borcette aus dem Jahr 1796 veranschaulicht das Marschiertor. Ob es sich bei den zwei vorgelagerten parallelen Mauern des Gouachebildes um Teile der Vorburg, die erst am 11. Mai 2011 bei Straßenarbeiten entdeckt worden waren, äquivalent dem Brücken-Abwehrgang des Ponttors handelt, ist fraglich. Vermutlich hat Jansen sie topographisch verschoben dargestellt, um ihre Existenz wiederzugeben.

## Werke

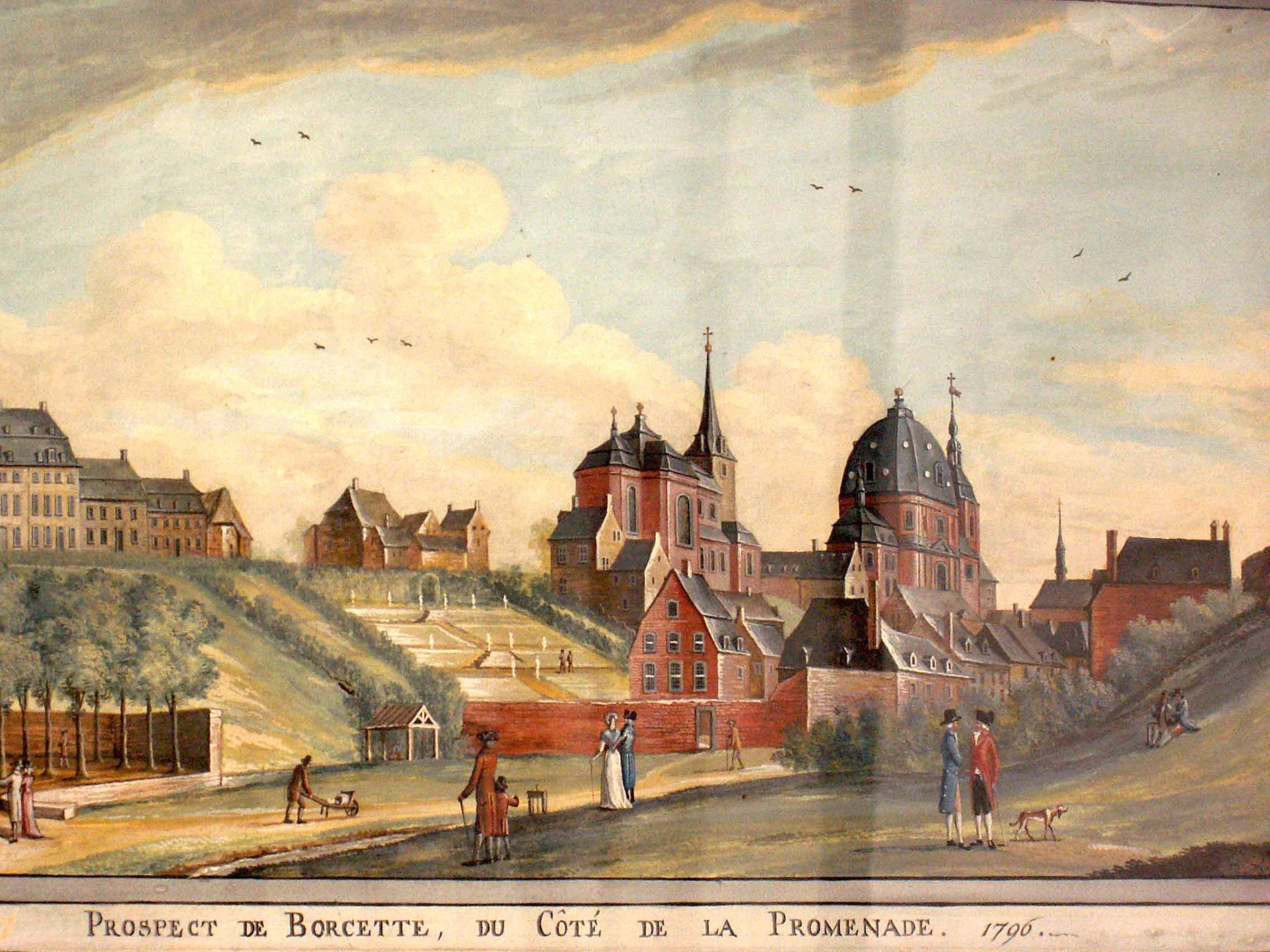
Promenade in Burtscheid um 1796

- 1796: vier Ansichten von Aachen und Burtscheid in Gouache
- 1824/25: Renovierung der Bernardinischen Deckengemälde (1730ff) im Oktogon des Aachener Doms
- 1824/25: Einweihung des Münsters durch Papst Leo III. im Jahre 805, westliches Gewölbe über dem Krönungsstuhl
- 1824/25: Selbstbildnis, in der unteren Ecke des Einweihungsgemäldes

Die letzten drei Werke wurden 1870/75 vernichtet.
- 1824/25: Zeichnungen der Deckengemälden